# Sphingonaepiopsis nana
Sphingonaepiopsis nana (tên tiếng Anh: Savanna Hawkmoth) là một loài bướm đêm thuộc họ Sphingidae. Nó được tìm thấy ở the Kerman Province, Hormozgan Province và Baluchistan ở miền nam Iran và miền tây Ả Rập Xê Út tới miền nam bán đảo Arabian (bao gồm the Các Tiểu vương quốc Ả Rập Thống nhất, miền bắc Oman và Yemen) và miền đông châu Phi to Natal, phía tây đến Gambia.
Sải cánh dài 25–30 mm. Con trưởng thành bay vào tháng 3 và tháng 4. A specimen captured ở đầu tháng 10 indicates there might be a second generation.
Ấu trùng ăn các loài Rubiaceae khác nhau, bao gồm Kohautia, Galium, Rubia và Jaubertia.